# Kloster Gethsemani
Kloster Gethsemani ist ein Trappistinnenkloster im Rang eines Großpriorates auf dem Donnersberg bei Dannenfels in der Pfalz.

## Geschichte
Die Gründung erfolgte 1984 durch zwei Nonnen von der Trappistinnenabtei Maria Frieden (Dahlem) aus. Dem Trappistenorden wurde das Kloster im Jahr 2003 als Gründung der Abtei Altbronn inkorporiert. Abtweiser (Pater immediatus) des Klosters war von Beginn an der Abt von Echt.
Langjährige Priorin des Klosters ist Schwester Magdalena König OCSO, die am 21. März 2018 auf unbestimmte Zeit im Amt bestätigt wurde.

## Gebetszeiten und Tätigkeiten
Im Mittelpunkt des klösterlichen Lebens stehen Gottesdienst und Stundengebet. Besonderes Gewicht wird auf die eucharistische Anbetung und das nächtliche Gebet gelegt.
Um ihren Lebensunterhalt zu verdienen, arbeiten die Nonnen in einer Paramentenstickerei und -schneiderei, einer Buchbinderei, stellen Kerzen her und betreiben einen Klosterladen. Daneben beschäftigen sie sich mit Garten- und Hausarbeit.
Im Jahr 2006 lebten sechs Nonnen im Kloster Gethsemani.

## Ausstattung
Seit 2004 befindet sich im Kloster eine von Gerhard Kuhn Orgelbau angefertigte Truhenorgel.